# Viktor Savtjenko
Viktor Savtjenko, född den 17 september 1952, är en ukrainsk boxare som tog OS-brons i lätt mellanviktsboxning 1976 i Moskva och därefter OS-silver i mellanviktsboxning 1980 i Moskva. I finalen 1980 förlorade han med 1-4 mot kubanen José Gómez.